# Top 100 Country Singles
Top 100 Country Singles fue una lista musical de éxitos de Estados Unidos para canciones, publicada semanalmente por la revista Cash Box, que comenzó a publicarse en 1942. La lista se basaba en un “análisis cuantitativo” de las listas de reproducción enviadas por las estaciones de radio de música country y los informes de ventas enviados por las tiendas; estas podían provenir de minoristas, distribuidores o puntos de venta únicos. En la edición del 14 de marzo de 1981, Cash Box indicó que se utilizaban alrededor de 102 estaciones de radio de música country.

## Historia
Cash Box fue una publicación semanal de máquinas de monedas y de la industria musical desde julio de 1942 hasta su último número, el 16 de noviembre de 1996. Cash Box presentó su primera lista de música country, bajo el nombre de The Nation's Big 5 Hillbilly, Folk & Western Juke Box Tunes, en la edición del 18 de agosto de 1947. Esa semana y la semana siguiente, Cash Box incluyó siete títulos adicionales por debajo del Top 5, bajo el subtítulo On the Way Up. Después de eso, el número de títulos adicionales se redujo a cinco, bajo el subtítulo Additional Tunes Listed Below in Order of Popularity–ampliando la lista a un Top 10.
En la edición del 14 de marzo de 1953, Cash Box presentó su lista de los sencillos más vendidos de la música country, bajo el título The 10 Top Folk & Western Best Sellers (recopilados por Jack “One Spot” Tunis). En la edición del 4 de junio de 1955, Cash Box agregó cinco títulos adicionales debajo del Top 10 en la lista de los más vendidos. En la edición del 28 de julio de 1956, el nombre de la lista se cambió a Country Best Sellers in Retail Outlets. En la edición del 5 de enero de 1957, el número de posiciones adicionales se amplió a 10. El número de posiciones adicionales debajo del Top 10 aumentó a 15 en la edición del 15 de febrero de 1958 y a 20 en la edición del 8 de marzo.
El número de títulos adicionales debajo del Top 10 se incrementó a 25 en la edición del 2 de agosto de 1958. En la edición del 21 de marzo de 1959, la parte principal de la lista se incrementó de 10 posiciones a 20, con 15 títulos adicionales enumerados debajo de esta, manteniendo el total de 35 posiciones. En la edición del 18 de abril de 1959, la lista se amplió a 50 posiciones y el nombre se cambió a The Cash Box Country Top 50 Across the Nation. En la edición del 21 de mayo de 1966, la lista se amplió a 60 posiciones. En la edición del 26 de febrero de 1972, la lista se amplió a 75 posiciones, y en la edición del 7 de junio de 1975, se amplió a 100 posiciones.

## Country Looking Ahead
A partir de la edición del 22 de septiembre de 1973, Cash Box publicó la lista Country Looking Ahead, que incluía hasta 25 discos prometedores que mostraban signos de entrar en la lista principal de sencillos de country. Estas listas se incluyeron en la revista hasta la edición del 31 de mayo de 1975. En la edición del 27 de marzo de 1976, Cash Box restableció la lista Looking Ahead cuando comenzó a enlistar los sencillos en la lista Country Singles – Active Extras sin orden de clasificación. Esa versión de Country Looking Ahead se incluyó hasta la edición del 1 de enero de 1977. En la edición del 2 de junio de 1990, Cash Box restableció la lista Country Looking Ahead como una lista de hasta 20 discos de sellos independientes que tenían más probabilidades de llegar al Top 100. En la edición del 21 de marzo de 1992, Cash Box discontinuó la lista Up and Coming de sencillos de sellos independientes y la reemplazó con una lista de hasta cinco sencillos de sellos importantes que aún no estaban en el Top 100 Country Singles pero que “recibían informes”, volviendo al nombre Looking Ahead. Esa versión de la lista se incluyó hasta la edición del 19 de noviembre de 1994.

## Controversias

### Acusaciones de manipulación de las listas
El 11 de julio de 1992, «The Letter» de Wayne Newton alcanzó el número uno en la lista Top 100 Country Singles. Después de permanecer en la lista Top 100 Pop Singles durante casi seis meses, «The Letter» alcanzó el número uno el 12 de diciembre de 1992. A pesar de alcanzar el número uno en Cash Box, «The Letter» no apareció en ninguna lista de Billboard, ni en las listas de radio locales ni los informes de ventas informaron que estaba entre las diez mejores. Las circunstancias llevaron a acusaciones generalizadas de manipulación de listas en ese momento. Esto puso en duda la integridad de la revista, y Cash Box perdió una considerable credibilidad dentro de la industria después de esto.

## Hitos de artistas

### Artistas con más canciones en el número uno
| Canciones | Artista         |
| --------- | --------------- |
| 35        | Charley Pride   |
| 34        | Conway Twitty   |
| 31        | Merle Haggard   |
| 23        | Sonny James     |
| 23        | Loretta Lynn    |
| 21        | Ronnie Milsap   |
| 21        | Tammy Wynette   |
| 19        | Buck Owens      |
| 18        | Don Williams    |
| 15        | Waylon Jennings |
| 15        | Dolly Parton    |
| 14        | Johnny Cash     |
| 13        | Mickey Gilley   |
| 13        | Kenny Rogers    |
| 12        | Willie Nelson   |
| Fuente:   |                 |

### Artistas con la mayor cantidad de semanas en el número uno
| Semanas en el NO.1 | Artista         |
| ------------------ | --------------- |
| 60                 | Buck Owens      |
| 54                 | Johnny Cash     |
| 54                 | Charley Pride   |
| 52                 | Jim Reeves      |
| 42                 | Sonny James     |
| 41                 | Conway Twitty   |
| 37                 | Merle Haggard   |
| 33                 | Tammy Wynette   |
| 31                 | Marty Robbins   |
| 28                 | Loretta Lynn    |
| 27                 | Ronnie Milsap   |
| 26                 | Waylon Jennings |
| 23                 | Bill Anderson   |
| 23                 | David Houston   |
| 23                 | George Jones    |
| Fuente:            |                 |

### Artistas con más entradas en las listas
| Entradas | Artista        |
| -------- | -------------- |
| 104      | Johnny Cash    |
| 92       | George Jones   |
| 86       | Buck Owens     |
| 82       | Don Gibson     |
| 78       | Ray Price      |
| 78       | Marty Robbins  |
| 74       | Porter Wagoner |
| 73       | Faron Young    |
| 72       | Bill Anderson  |
| 72       | Eddy Arnold    |
| 69       | Loretta Lynn   |
| 67       | Webb Pierce    |
| 67       | Jim Reeves     |
| 67       | Mel Tillis     |
| 67       | Conway Twitty  |
| Fuente:  |                |

## Hitos de canciones

### Canciones con más semanas en el número uno
| Semanas | Canción                       | Artista               |
| ------- | ----------------------------- | --------------------- |
| 19      | «Wings of a Dove»             | Ferlin Husky          |
| 16      | «He'll Have to Go»            | Jim Reeves            |
| 12      | «Wolverton Mountain»          | Claude King           |
| 12      | «Please Help Me, I'm Falling» | Hank Locklin          |
| 11      | «Ballad of a Teenage Queen»   | Johnny Cash           |
| 11      | «Hello Walls»                 | Faron Young           |
| 10      | «Don't Let Me Cross Over»     | Carl Butler and Pearl |
| 10      | «Almost Persuaded»            | David Houston         |
| 9       | «Alabam»                      | Cowboy Copas          |
| 9       | «The Battle of New Orleans»   | Johnny Horton         |
| Fuente: |                               |                       |

### Canciones con la mayor duración en las listas
| Semanas | Canción                              | Artista                           | Año(s)        |
| ------- | ------------------------------------ | --------------------------------- | ------------- |
| 42      | «I Fall to Pieces»                   | Patsy Cline                       | 1961; 1980–81 |
| 38      | «City Lights»                        | Ray Price                         | 1958–59       |
| 37      | «Wings of a Dove»                    | Ferlin Husky                      | 1960–61       |
| 37      | «Please Help Me, I'm Falling»        | Hank Locklin                      | 1960          |
| 36      | «The Window Up Above»                | George Jones                      | 1960–61       |
| 35      | «Pick Me Up on Your Way Down»        | Charlie Walker                    | 1958–59       |
| 34      | «He'll Have to Go»                   | Jim Reeves                        | 1959–60       |
| 34      | «Send Me the Pillow You Dream On»    | Hank Locklin                      | 1958          |
| 33      | «I Will Always Love You»             | Dolly Parton                      | 1974; 1982    |
| 33      | «Welcome to My World»                | Jim Reeves                        | 1964          |
| 33      | «We Must Have Been Out of Our Minds» | George Jones and Melba Montgomery | 1963          |
| 33      | «Black Land Farmer»                  | Frankie Miller                    | 1959; 1961    |
| 33      | «Heartaches by the Number»           | Ray Price                         | 1959          |
| 33      | «Oh Lonesome Me»                     | Don Gibson                        | 1958          |
| 32      | «The End of the World»               | Skeeter Davis                     | 1962–63       |
| 32      | «Alone with You»                     | Faron Young                       | 1958–59       |
| Fuente: |                                      |                                   |               |

## Lectura adicional
- Albert, George; Hoffmann, Frank W. (1984). The Cash Box Country Singles Charts, 1958-1982 (en inglés). Scarecrow Press. ISBN 978-0-8108-1685-5. Consultado el 11 de enero de 2025.